# Округ Касвел (Северна Каролина)
Касвел (енгл. Caswell County) је округ у америчкој савезној држави Северна Каролина.

## Демографија
По попису из 2010. године број становника је 23.719, што је 218 (0,9%) становника више него 2000. године.
| Група             | 2000.          | 2010.          |
| Белци             | 14.239 (60,6%) | 14.513 (61,2%) |
| Афроамериканци    | 8.583 (36,5%)  | 8.020 (33,8%)  |
| Азијати           | 36 (0,2%)      | 60 (0,3%)      |
| Хиспаноамериканци | 415 (1,8%)     | 744 (3,1%)     |
| Укупно            | 23.501         | 23.719         |